# Caduti del lavoro
I caduti del lavoro o caduti sul lavoro sono le persone decedute a causa di incidenti successi durante e per causa del lavoro svolto. Tali locuzioni sono frequentemente utilizzate anche nell'intitolazione di strade e piazze in Italia. Il fenomeno è anche indicato come morti bianche, dove «l'uso dell'aggettivo "bianco" allude all'assenza di una mano direttamente responsabile dell'incidente». Per quanto riguarda le morti nel particolare settore dell'agricoltura, specialmente con il coinvolgimento di trattori, si parla invece di morti verdi.
In senso critico, a partire dagli anni 1960, è anche utilizzata la locuzione omicidi del lavoro, per rimarcare le responsabilità dei sistemi di produzione delle economie industrializzate e la scarsa attenzione alla sicurezza sul lavoro del sistema industriale, in particolare siderurgico e agricolo.

## Incidenti mortali
Gli incidenti mortali sul lavoro rappresentano una delle principali emergenze in ambito occupazionale, evidenziando l'urgenza di rafforzare le misure di prevenzione e sicurezza. Secondo i dati dell'INAIL, nel 2023 in Italia sono state presentate oltre 590.000 denunce di infortunio sul lavoro (-16,1% alle circa 704.000 del 2022) di cui 1.147 con esito mortale, registrando una diminuzione del 9,5% rispetto alle 1.268 del 2022.
A livello globale, l'Organizzazione Internazionale del Lavoro (ILO) stima che quasi tre milioni di lavoratori muoiano ogni anno a causa di infortuni sul lavoro e malattie professionali, con un incremento di oltre il 5% rispetto al 2015.
Queste cifre sottolineano la necessità di implementare rigorose politiche di sicurezza sul lavoro, promuovere una cultura della prevenzione e garantire una formazione adeguata per ridurre significativamente il numero di incidenti mortali nei luoghi di lavoro.
Alcuni incidenti sul lavoro, soprattutto quelli con un alto numero di vittime, catturano l’attenzione dei mass media, riportando il tema della sicurezza sul lavoro al centro del dibattito pubblico. Per questa ragione si ricordano alcuni incidenti che hanno causato più vittime o maggior impatto mediatico:
In Italia:
- ad Arsia (allora provincia di Pola), il 28 febbraio 1940, alle 4,45 l’ingegnere Seguiti allertò il Ministero delle Corporazioni comunicando che un “…probabile scoppio polvere carbone causava ondata esplosiva et forte produzione ossido carbonio che invadeva tutti cantieri camera uno et limitrofi camera tre”. L'incidente causò la morte di 185 minatori, due corpi dei quali non furono mai identificati, mentre uno risulta tuttora disperso. Fu il più grande disastro minerario della storia italiana e al contempo il grave incidente sul lavoro del paese.
- a Bollate, il 7 giugno 1918, morirono 59 operai della fabbrica di munizioni Sutter&Thévenot. L'incidente non fa notizia, se si pensa che nello stesso periodo l'Italia perdeva circa 90.000 soldati nella Battaglia del solstizio, e morivano milioni di militari e civili a causa della prima guerra mondiale
- a Colleferro il 29 gennaio 1938 nella fabbrica Bombrini Parodi Delfino un'esplosione di tritolo causa 60 morti e circa 1500 feriti
- il 6 dicembre 2007, nell'incidente della ThyssenKrupp di Torino, otto operai furono coinvolti in un'esplosione che causò la morte di sette di loro
- ad Adria, in provincia di Rovigo, nel settembre 2014 quattro operai sono deceduti a causa delle esalazioni di acido solforico in una ditta specializzata nel trattamento di rifiuti industriali
- a Milano, il 16 gennaio 2018 la fuoriuscita di gas argon da una vasca presso un’azienda metallurgica, ha causato la morte di quattro addetti
- a Brandizzo, la notte del 30 agosto 2023, 5 operai sono stati travolti e uccisi da un treno che transitava mentre lavoravano sui binari della linea ferroviaria Milano-Torino
- a Firenze nella mattinata di venerdì 16 febbraio 2024, una trave si stacca da un cantiere edile di un supermercato in costruzione, causando la morte di cinque lavoratori e ferendone 3

All'estero:
- la catastrofe di Courrières, avvenuta nella Francia settentrionale nell'arrondissement di Lens il 10 marzo 1906. Provocò la morte di almeno 1 099 minatori, tra cui molti adolescenti;[5]
- l'incendio della fabbrica Triangle, avvenuto a New York il 25 marzo 1911, causò la morte di 146 operai;
- il disastro di Marcinelle, 8 agosto 1956, nella miniera di carbone del Bois du Cazier, morirono 262 lavoratori, di cui 136 italiani;
- il crollo del Rana Plaza di Savar: il 24 aprile 2013, a Dacca in Bangladesh, crolla un edificio di otto piani nel quale lavorano più di mille lavoratori nelle fabbriche di abbigliamento;
- il disastro di Soma è stato il più grave incidente minerario nella storia della Turchia, avvenuto il 13 maggio 2014 nella miniera di carbone di Soma, nella provincia di Magnesia. L'incidente ha causato la morte di 301 minatori, principalmente a causa dell'avvelenamento da monossido di carbonio.

### Italia

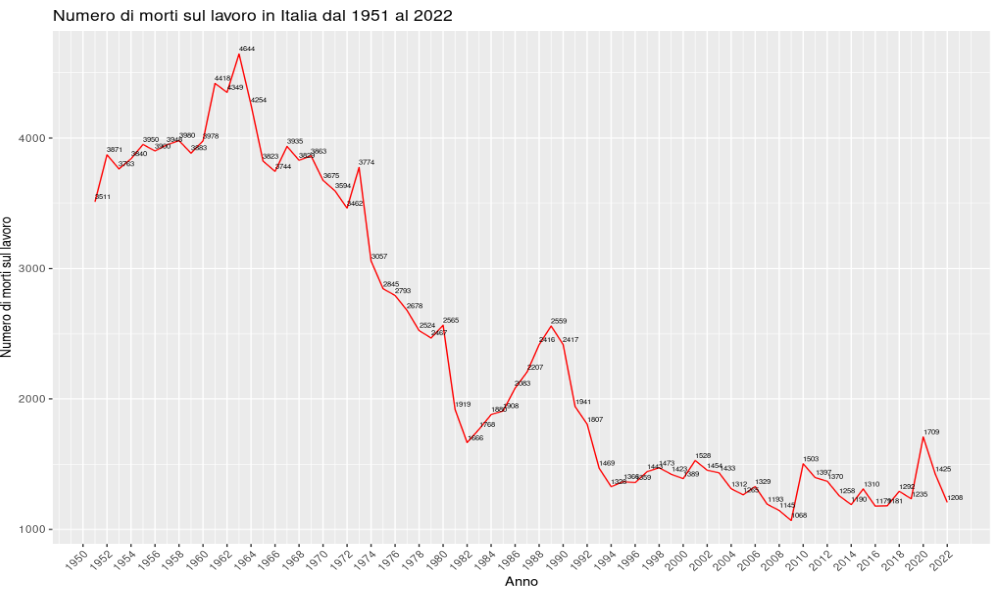
Fonti: Inail 1951-2017 https://www.inail.it/cs/internet/docs/alg-appendice-statistica-relazione-annuale-inail-2022.pdf Inail 2018-2022

In Italia, la Festa dei Lavoratori, celebrata il 1º maggio di ogni anno, rappresenta un momento significativo per riflettere e sensibilizzare l'opinione pubblica sul tema delle morti sul lavoro.

#### Infortuni mortali sul lavoro negli anni Sessanta e Settanta
Negli anni 1960 e 1970 l’Italia ha vissuto un periodo caratterizzato da un elevato numero di infortuni mortali sul lavoro, in particolare durante il cosiddetto miracolo economico degli anni Sessanta. Il numero delle "morti bianche" è stato un aspetto tragico dello sviluppo industriale e infrastrutturale del Paese. Il picco di incidenti mortali fu raggiunto nel 1963, con 4.644 decessi registrati. In quegli anni, i settori maggiormente colpiti furono l’agricoltura e l’industria manifatturiera, complice l’assenza di normative stringenti e di una cultura della sicurezza sul lavoro adeguata alle esigenze.
Durante gli anni 1960 il tasso di mortalità era di circa 20 decessi ogni 100.000 lavoratori, un valore che rifletteva l’elevata pericolosità delle attività lavorative del tempo. Negli anni 1970 il tasso diminuì leggermente, scendendo a circa 15,9 decessi ogni 100.000 lavoratori. Questi numeri evidenziano la lentezza del miglioramento delle condizioni di lavoro nonostante le proteste e le riforme.

#### Infortuni mortali sul lavoro negli anni Ottanta e Novanta
Negli anni 1980 il numero medio di morti annuali è stato di 2.097 decessi sul lavoro ogni anno, con un significativo miglioramento rispetto ai decenni precedenti (negli Anni Settanta la media era di 3.087 e negli Anni Sessanta era di 4.084). Questa riduzione è stata attribuita al declino di settori particolarmente pericolosi come la grande industria pesante. Invece negli anni 1990 il valore si è abbassato ulteriormente arrivando a una media di 1.603 decessi all'anno. Questa diminuzione è stata favorita dall'introduzione del Decreto Legislativo 626/1994, che ha recepito la Direttiva Europea 89/391/CEE per migliorare la sicurezza sul lavoro, introducendo obblighi dettagliati per i datori di lavoro.
In particolare, il settore edilizio si distingueva per il numero elevato di incidenti legati alle cadute dall’alto e al mancato rispetto delle normative sui cantieri, mentre l'agricoltura era caratterizzata da numerosi decessi causati dall’uso improprio o obsoleto di trattori e macchinari. La manifattura soffriva invece di problemi legati a macchinari privi di dispositivi di sicurezza adeguati.

#### Infortuni mortali sul lavoro dal 2000 al 2009
Nel periodo dal 2000 al 2010, i decessi sul lavoro in Italia hanno mostrato una tendenza alla progressiva riduzione, riflettendo un miglioramento delle condizioni di sicurezza nei luoghi di lavoro.
Nel 2000, si sono registrati 1.389 decessi, un dato rilevante ma in linea con il trend degli anni precedenti. Questo ha comunque evidenziato la necessità di interventi strutturali per potenziare le misure di prevenzione. Nel 2001 il numero è rimasto stabile a 1.396, per poi diminuire gradualmente: 1.381 nel 2002 e 1.356 nel 2003.
Nel 2004, i decessi sono scesi a 1.328, seguiti da un lieve incremento nel 2005, con 1.341 vittime. Nonostante ciò, questi anni sono stati caratterizzati da una crescente attenzione alla formazione e all’implementazione di sistemi di sicurezza. Nel 2006 il numero di decessi è calato a 1.302, con una diminuzione più marcata nel 2007, che ha registrato 1.210 decessi.
L’anno 2008 ha segnato un punto di svolta grazie all’entrata in vigore del Testo unico sulla sicurezza nei luoghi di lavoro (D.lgs. 81/2008), che ha contribuito a ridurre i decessi a 1.120, il valore più basso fino a quel momento, Nel 2009 il trend positivo è continuato, con 1.050 decessi, fino a raggiungere un nuovo minimo storico nel 2010, con 980 vittime.
La riduzione complessiva del 29,4% nel decennio è attribuibile a una combinazione di fattori:
- L’introduzione di normative più stringenti, come il D.lgs. 81/2008, che ha consolidato e armonizzato le disposizioni in materia di sicurezza sul lavoro.
- La diminuzione degli occupati nei settori ad alto rischio, quali l’edilizia e l’agricoltura, influenzata dalla crisi economica del 2008-2009.
- Una maggiore consapevolezza e formazione sulla sicurezza, che ha aumentato l’attenzione al rispetto delle norme da parte di datori di lavoro e lavoratori.

Questi dati mostrano che, sebbene il problema delle morti sul lavoro rimanga una sfida importante, gli sforzi congiunti di istituzioni, aziende e lavoratori hanno portato a un miglioramento concreto.

#### Infortuni mortali sul lavoro dal 2010 al 2019
Nel periodo 2010-2019, i decessi sul lavoro in Italia hanno mostrato una tendenza complessivamente decrescente, con alcune oscillazioni. Questo andamento riflette gli effetti delle normative più stringenti, come il Testo Unico sulla Sicurezza del Lavoro (D.lgs. 81/2008), e una crescente attenzione alla prevenzione e al monitoraggio della sicurezza nei luoghi di lavoro.
Nel 2010, si sono registrati 1.503 decessi, un dato in aumento rispetto agli anni immediatamente precedenti. Nel 2011, il numero è sceso a 1.397, segnando l'inizio di un trend positivo che si è mantenuto negli anni successivi.
Dal 2012 al 2015, i decessi hanno continuato a diminuire: 1.370 nel 2012, 1.258 nel 2013, e un minimo storico di 1.190 nel 2014 (nello stesso anno l'Osservatorio Indipendente di Bologna ha registrato oltre 1350 morti complessivi, di cui 663 decessi sui luoghi di lavoro e i restanti in itinere, evidenziando 152 agricoltori morti schiacciati dal trattore). Tuttavia, nel 2015, si è registrato un lieve rialzo rispetto ai dati ufficiali, con 1.310 decessi.
Nel 2016, il numero di decessi è sceso ulteriormente a 1.179, un altro minimo storico, mentre il 2017 ha mantenuto valori simili con 1.181 decessi. Tuttavia, nel 2018, si è osservato un lieve aumento a 1.294, con una successiva diminuzione nel 2019, che ha registrato 1.089 decessi, il valore più basso dell’intero decennio.
La riduzione complessiva nel periodo è attribuibile a:
- I bandi INAIL per finanziare progetti di salute e sicurezza nelle imprese dal 2010 al 2016[11] e negli anni successivi[12],
- L’applicazione delle normative come il D.lgs. 81/2008, che ha consolidato le disposizioni in materia di sicurezza,
- Una conseguente crescente consapevolezza e formazione sulla sicurezza da parte di datori di lavoro e lavoratori,
- Un'intensificazione dei controlli e delle sanzioni, con la Legge di Bilancio del 2019 che ha incentivato il rispetto delle normative[13].

#### Infortuni mortali sul lavoro dal 2020 a oggi
Nel periodo dal 2020 al 2024, l'Italia ha registrato un andamento altalenante negli infortuni mortali sul lavoro, influenzato da vari 
fattori, tra cui l'emergenza sanitaria da COVID-19 e l'introduzione di nuove normative per la sicurezza nei luoghi di lavoro.

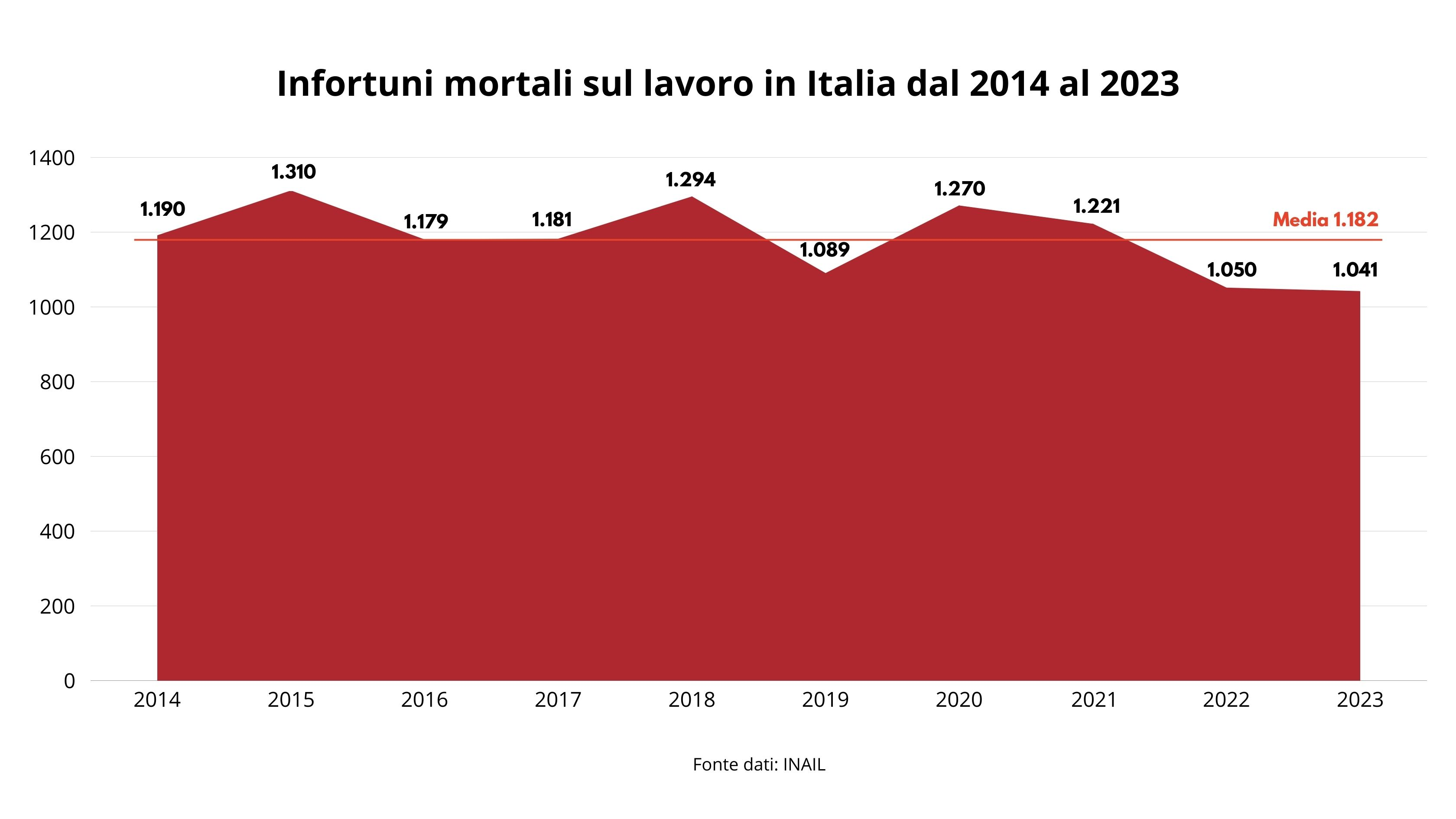
Infortuni mortali sul lavoro in Italia dal 2014 al 2023. Fonte dati: INAIL.

Il 2020 è stato caratterizzato da un aumento significativo delle denunce di infortunio rispetto all'anno precedente, con oltre 1.200 decessi, di cui circa 200 casi direttamente attribuibili al contagio sul lavoro, in particolare nei settori sanitario e assistenziale. Questo periodo ha evidenziato la necessità di protocolli di sicurezza più rigorosi, come l’adozione obbligatoria dei dispositivi di protezione individuale e la regolamentazione del lavoro in ambienti a rischio.
Nel 2021, il numero di decessi è rimasto elevato con 1.221 vittime sul lavoro, spingendo le istituzioni a rafforzare i controlli e introdurre misure preventive più incisive. Con la fine delle restrizioni pandemiche, il 2022 ha segnato un miglioramento, con i decessi scesi a 1.050. Questo risultato è stato favorito dalla ripresa delle attività in condizioni più sicure e dal sostegno di iniziative come il Bando ISI INAIL, che ha incentivato le imprese a realizzare progetti per la sostenibilità e per migliorare le condizioni di sicurezza nei luoghi di lavoro.
Nel 2023, sono diminuiti gli infortuni in itinere, ma sono cresciuti i morti sul lavoro e l'anno si chiude con 1.041 vittime, ma nei primi mesi del 2024 si è registrato un incremento: tra gennaio e maggio, le vittime sul lavoro sono state 369, con un aumento del 3,1% rispetto allo stesso periodo dell’anno precedente. Solo nel settore edile il numero di morti è cresciuto del 5,5%.
Nel Decreto di attuazione del PNRR, approvato il 24 febbraio dal Consiglio dei Ministri e pubblicato il 2 marzo come DL 18 / 2024 nella Gazzetta Ufficiale, sono state introdotte nuove misure per rafforzare le tutele sulla sicurezza del lavoro. Oltre a controlli maggiori, per le imprese edili si prevede una patente a crediti che in funzione dal 1 ottobre 2024 e sanzioni penali per il lavoro nero.

### Stati Uniti
Negli Stati Uniti a partire dal 2009 fino al 2019 il numero dei caduti sul lavoro è costantemente aumentato dai 4693 ai 5333 annui.

### Germania
In Germania i morti sul lavoro sono passati dai 1752 del 1992 ai 393 del 2016. Nel 2018 il 95,7% di questi erano uomini.

### Argentina
In Argentina i morti sul lavoro sono stati 740 nel 2017 e 689 nel 2018, a fronte di un totale di rispettivamente 580109 e 545907 denunce di infortuni sul lavoro. Nell’anno 2017 il 95% di questi casi ha riguardato uomini, tuttavia se le donne sono morte principalmente in itinere, gli uomini sono morti principalmente sul posto di lavoro. I casi di incidenti sul posto di lavoro e di infermità professionali notificati nel terzo semestre 2020 riguardano per il 67,3% uomini e per il 32,7% donne.

### Giappone
In Giappone vi è una casistica particolare di morti per il prolungato troppo lavoro stimata in un migliaio all'anno, presente con due definizioni: karoshi si riferisce alla morte che sopraggiunge naturalmente a causa dell'eccessivo impegno mentre con karojisatsu ci si riferisce al suicidio conseguente al superlavoro.

## Monitoraggio del fenomeno delle morti sul lavoro

### In Italia
Il monitoraggio delle morti sul lavoro in Italia è affidato a una rete di enti e osservatori che raccolgono, elaborano e diffondono dati utili per comprendere e prevenire il fenomeno. Ecco le fonti principali:
- l'Istituto nazionale per l'assicurazione contro gli infortuni sul lavoro (INAIL), che pubblica rapporti annuali dettagliati sui casi di infortunio e malattia professionale, compresi gli incidenti mortali. L’INAIL rappresenta la fonte statistica ufficiale e autorevole per le analisi a livello nazionale, fornendo dati aggiornati e validati.

- l'Ispettorato nazionale del lavoro (INL) gioca un ruolo cruciale nel monitoraggio, integrando le statistiche con i dati raccolti durante le ispezioni sul campo. Le relazioni annuali dell’INL includono dettagli sulle violazioni delle normative di sicurezza e sulle sanzioni applicate, contribuendo a migliorare la comprensione del fenomeno e a incentivare le aziende al rispetto delle norme.
- l'Istituto nazionale di statistica (ISTAT) offre un quadro demografico e socio-economico complementare, analizzando i fattori che possono influire sull’incidenza degli infortuni, come la distribuzione della popolazione lavorativa, i settori di impiego e le condizioni economiche generali.
- l'Osservatorio Sicurezza sul Lavoro, si occupa di elaborare i dati ufficiali dell’INAIL per renderli più accessibili e comprensibili, contribuendo alla diffusione dei report mensili, semestrali e annuali (report Statistiche Infortuni sul Lavoro 2023[25]) con comunicati stampa. L’Osservatorio utilizza l’indice di incidenza, che confronta il numero di infortuni mortali con la popolazione lavorativa per regione e ha inoltre introdotto la zonizzazione a colori, che classifica le regioni italiane in base al rischio relativo di infortuni mortali.

Infine, l'Osservatorio Indipendente di Bologna sulle morti sul lavoro è un’iniziativa privata che monitora le vittime di incidenti sul lavoro, includendo anche lavoratori non assicurati all’INAIL e in nero. Si può comunque considerare come una fonte complementare, utile per stimolare il dibattito e fornire spunti di riflessione o sensibilizzare.

#### Analisi comparative

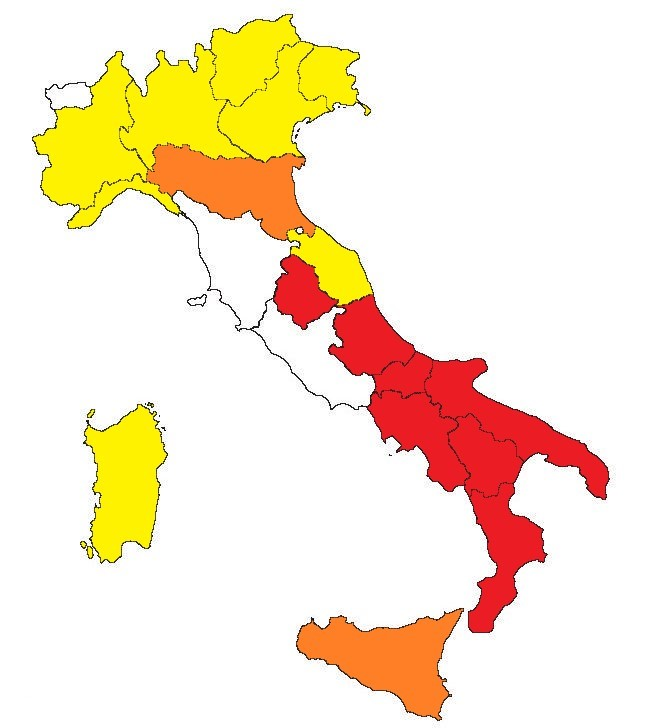
La zonizzazione grafica dell’Italia nel 2023 rappresenta il rischio infortunistico regionale con i colori: Bianco <75% rispetto alla media nazionale (IM=Indice incidenza medio, pari a 34,6 morti sul lavoro ogni milione di lavoratori), Giallo 75%-IM, Arancione IM-125% e Rosso >125%.

L'indice di incidenza degli infortuni mortali sul lavoro, espresso in numero di decessi ogni milione di occupati, è uno strumento fondamentale per analizzare e confrontare la sicurezza lavorativa nelle diverse regioni italiane. Questo indicatore permette di effettuare comparazioni e misurare il fenomeno in base a diverse variabili come anno, regione, tipologia di incidente (in itinere o in occasione di lavoro), nazionalità, sesso e fascia d’età. Permette inoltre di identificare le aree geografiche o i settori produttivi che necessitano di interventi di prevenzione più mirati.
Un'elaborazione grafica immediata è la zonizzazione a colori, elaborata dall'Osservatorio Sicurezza sul Lavoro utilizzando i dati ufficiali dell’INAIL. Questa rappresentazione suddivide l’Italia in aree a rischio, aggiornate mensilmente, utilizzando una scala cromatica che comprende i colori rosso, arancio, giallo e bianco. Ogni colore riflette il livello di rischio relativo, calcolato in base all'indice di incidenza media nazionale (IM), fornendo una fotografia della situazione nelle diverse regioni.
Per una rappresentazione chiara delle statistiche sugli infortuni sul lavoro con esito mortale, è possibile consultare i grafici elaborati e aggiornati mensilmente dall'Osservatorio Sicurezza sul Lavoro sulla base dei dati ufficiali INAIL. Questi grafici offrono una visione approfondita del fenomeno, suddivisi per variabili come mese di accadimento, regione, fasce d’età e nazionalità (italiani e stranieri), facilitando l'analisi comparativa e l'individuazione delle aree che richiedono maggiore attenzione in termini di prevenzione e sicurezza.

### A livello internazionale
A livello internazionale, il monitoraggio delle morti sul lavoro è affidato a organizzazioni globali oltre ad agenzie nazionali. Questi enti raccolgono e analizzano dati sugli infortuni e le malattie professionali, identificano tendenze e criticità e promuovono politiche preventive condivise, favorendo il confronto tra Paesi e l’adozione di standard di sicurezza più elevati. Tra le principali organizzazioni:
- l'European Agency for Safety and Health at Work (EU-OSHA) svolge un ruolo cruciale nel monitoraggio e nella raccolta di dati relativi alla sicurezza sul lavoro nei Paesi membri dell’Unione Europea. L’agenzia elabora statistiche comparabili sugli infortuni mortali e non mortali, con l’obiettivo di identificare tendenze e criticità comuni, promuovendo l’adozione di politiche condivise per la prevenzione. Le pubblicazioni annuali dell’EU-OSHA includono analisi approfondite su settori specifici e rischi emergenti, come la digitalizzazione e i cambiamenti climatici, che influenzano le condizioni lavorative[27].
- l'Organizzazione internazionale del lavoro (ILO) è un'altra fonte autorevole e monitora l’andamento degli infortuni sul lavoro a livello globale, fornendo linee guida e supporto tecnico per migliorare la salute e la sicurezza nei luoghi di lavoro. L’ILO promuove standard internazionali, come le convenzioni sulla sicurezza e la salute sul lavoro, e pubblica rapporti periodici che analizzano le differenze regionali e le problematiche nei settori ad alto rischio[28].
- il Bureau of Labor Statistics (BLS) negli Stati Uniti fornisce dati annuali dettagliati sugli infortuni e le malattie professionali attraverso il programma Census of Fatal Occupational Injuries (CFOI). Questo sistema consente di monitorare le tendenze per settore, età, e tipo di occupazione, offrendo un quadro chiaro e aggiornato delle dinamiche legate alla sicurezza sul lavoro negli Stati Uniti.

## Legislazione e politiche di prevenzione
Dal dopoguerra a oggi, la legislazione italiana in materia di sicurezza sul lavoro ha attraversato un significativo processo di evoluzione, adattandosi ai cambiamenti nei contesti produttivi e alle nuove esigenze di tutela dei lavoratori. A partire dagli anni Sessanta, l'attenzione verso la salute e la sicurezza nei luoghi di lavoro si è rafforzata, in particolare nei settori industriali caratterizzati da elevati livelli di rischio. Questa progressiva consapevolezza ha portato all’adozione di normative e politiche dedicate, che hanno contribuito a una graduale e costante riduzione degli infortuni e delle morti sul lavoro.

### Principali elementi di legislazione sulla sicurezza sul lavoro
- Statuto dei lavoratori (1970): con a Legge n. 300/1970, l’Italia ha introdotto tutele esplicite per la salute e la sicurezza dei lavoratori, stabilendo il divieto di attività pericolose non necessarie e riconoscendo ai lavoratori il diritto di segnalare rischi presenti sul posto di lavoro.
- Decreto Legislativo 626/94: recepisce la Direttiva Europea 89/391/CEE in Italia nel 1994, questa normativa ha stabilito obblighi dettagliati per i datori di lavoro in materia di valutazione dei rischi e prevenzione. Ha introdotto strumenti come il Documento di Valutazione dei Rischi (DVR) e definito ruoli chiave per la sicurezza aziendale.
- Decreto Bersani (2006): Il Decreto-Legge 4 luglio 2006, n. 223 ha introdotto misure innovative per il settore edile e ad alto rischio, come l’obbligo di tesserini identificativi per i lavoratori nei cantieri. Queste disposizioni miravano a contrastare il lavoro sommerso e a rafforzare la trasparenza e la sicurezza nei luoghi di lavoro.
- Testo unico sulla sicurezza nei luoghi di lavoro (2008): con il D.lgs. 81/2008, l’Italia ha compiuto un passo fondamentale, consolidando e aggiornando le normative precedenti. Questa legge ha istituito il DVR obbligatorio per i datori di lavoro, introdotto criteri di responsabilità condivisa e previsto obblighi di formazione per lavoratori, dirigenti e preposti. Inoltre, ha rafforzato il ruolo di figure come il Responsabile del servizio di prevenzione e protezione (RSPP) e il Rappresentante dei lavoratori per la sicurezza (RLS).
- Decreto Legge n. 19/2024: nell'ambito del Piano Nazionale di Ripresa e Resilienza (PNRR), il Decreto ha introdotto misure per rafforzare la sicurezza sul lavoro, tra cui l’inasprimento delle sanzioni per il lavoro nero e la creazione della patente a punti per le imprese edili, operativa dal 1º ottobre 2024.

### Politiche di prevenzione
- Incentivi alle imprese: l'INAIL promuove iniziative come il Bando ISI, che finanzia progetti aziendali volti a migliorare la sicurezza nei luoghi di lavoro. Questi incentivi hanno spinto molte aziende ad adottare tecnologie innovative e a ridurre i rischi per i lavoratori.
- Sistemi di gestione della sicurezza: le aziende adottano sistemi di gestione certificati secondo standard internazionali, come la ISO 45001, per integrare la sicurezza nel proprio modello organizzativo.
- Collaborazione tra istituzioni: il coordinamento tra Ministero del Lavoro, INAIL, Regioni e parti sociali ha rafforzato le politiche di prevenzione, assicurando un approccio integrato e capillare. Un esempio rilevante di questa sinergia è il Piano Nazionale della Prevenzione (PNP)[29], un'iniziativa quinquennale che integra le politiche di sicurezza e salute nei luoghi di lavoro, aggiornandole rispetto ai rischi emergenti, come quelli legati alla pandemia.

## Incidenti con danni permanenti
Gli incidenti con danni permanenti sono quelli che comportano mutilazioni o simili e danni alla salute che non sono guaribili completamente.

### Italia
In Italia, nel periodo del dopoguerra, si sono avuti circa 30.000 infortuni all'anno con danni permanenti. Gli infortuni con danni permanenti si sono progressivamente ridotti fino al minimo di circa 20.000 infortuni registrati negli anni 1980.
Successivamente il numero di infortuni ha ripreso a crescere fino a giungere nuovamente a oltre 30.000 infortuni all'anno che resta comunque un risultato migliore rispetto al dopoguerra dato l'aumento demografico in Italia.

## Incidenti con danni temporanei ogni anno
Si tratta degli infortuni meno gravi, guaribili in un periodo di tempo variabile da alcuni giorni ad alcuni mesi.
L'ordine di grandezza è di circa 270 milioni incidenti all'anno nel mondo.

### [30]Italia
In Italia si verificano circa 600.000 incidenti con danni temporanei ogni anno.

## Attività lavorative a rischio

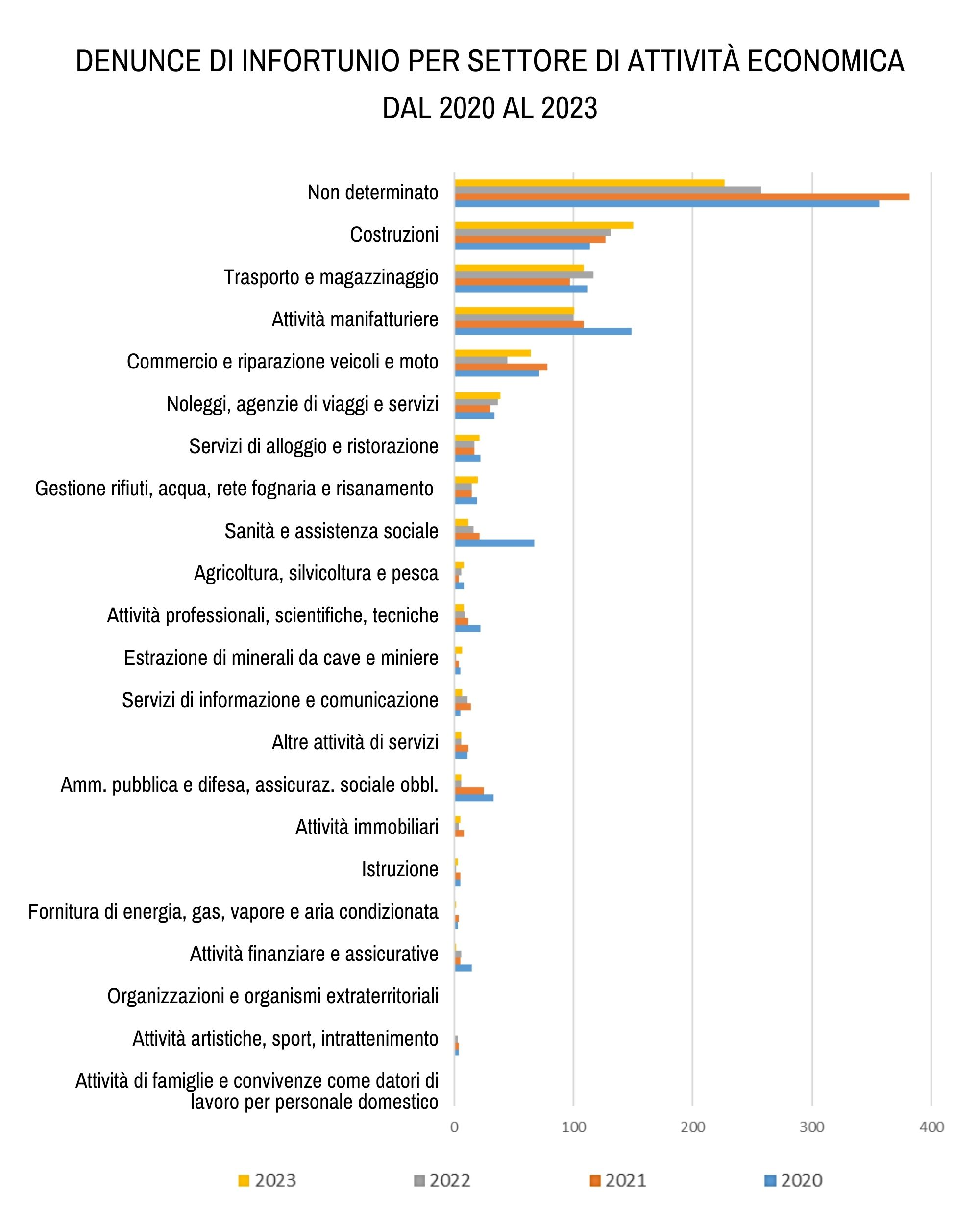
Denunce di infortunio per settore di attività economica dal 2020 al 2023. Fonte dati: INAIL

Ogni attività lavorativa comporta rischi specifici, che variano in base al settore, alla natura delle mansioni svolte e alle condizioni ambientali. Questi rischi richiedono misure di prevenzione personalizzate per garantire la sicurezza e la salute dei lavoratori.
In Italia nel 2023 si è registrato il più elevato numero di denunce totali (mortali e non mortali) dalle Attività Manifatturiere (74.376); seguono: Sanità (41.171), Costruzioni (36.196), Trasporto e Magazzinaggio (33.855) e Commercio (31.824).
Nell’anno 2023 sono avvenuti più infortuni mortali (150) nel settore delle Costruzioni, seguito dal settore dei Trasporti e Magazzinaggio (109), dalle Attività Manifatturiere (101) e dal Commercio (64).
Si riporta di lato un'elaborazione grafica dei dati INAIL, che rappresenta le denunce di infortunio con esito mortale (esclusi gli infortuni in itinere), nella quale si mettono a confronto i dati degli anni 2020, 2021, 2022 e 2023. La maggior parte dei settori ha registrato un calo nel numero di infortuni nel 2023 rispetto al 2022. In particolare, il settore della Sanità e assistenza sociale ha visto una significativa diminuzione, passando da circa 135.000 casi nel 2022 a quasi 44.000 nel 2023, con un calo del 67,5%. Questo settore aveva raggiunto un picco di 157.000 infortuni nel 2020, principalmente a causa dell'emergenza Covid-19 e degli infortuni correlati.
Seguono alcune tabelle redatte dall'ufficio di statistica degli Stati Uniti e relative all'anno 2006, inerenti al territorio statunitense.
|  |